# Tembleque (község)
Tembleque egy község Spanyolországban, Toledo tartományban. Tembleque La Guardia, El Romeral, Lillo, Villacañas, Madridejos, Turleque, Mora és Villanueva de Bogas községekkel határos. Lakosainak száma 2009 fő (2024).

## Népesség
A település népessége az utóbbi években az alábbiak szerint változott:
| Lakosok száma | 2132 | 2190 | 2296 | 2376 | 2327 | 2179 | 2036 | 1986 | 1949 | 2009 |
|               | 2001 | 2004 | 2007 | 2009 | 2012 | 2014 | 2017 | 2019 | 2022 | 2024 |